# دار العمارة والتصميم في أوسلو

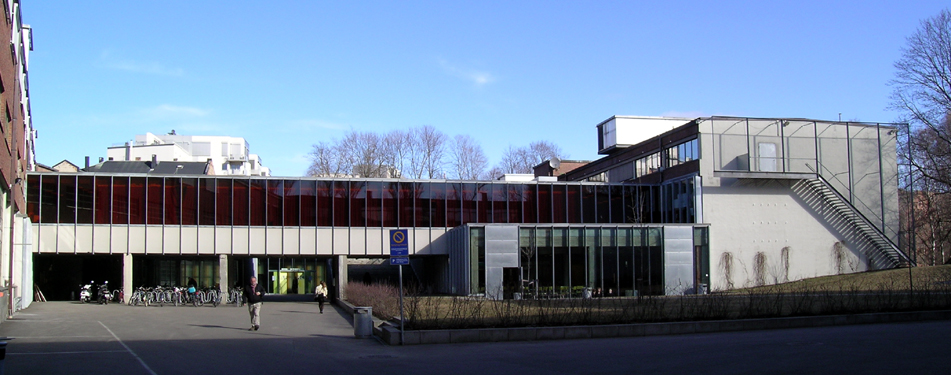
دار العمارة والتصميم في أوسلو

دار العمارة والتصميم في أوسلو (اختصارًا: د.ع.ت.أ) هي مؤسسة مستقلة ضمن منظومة التعليم الجامعي في النرويج. تقدّم الدار برامج تعليمية في مجالات العمارة، والتخطيط الحضري، والتصميم، وهندسة تنسيق المواقع.
تقدّم د.ع.ت.أ ثلاثة برامج للماجستير بدوام كامل، وهي: ماجستير في العمارة، وماجستير في التصميم، وماجستير في هندسة تنسيق المواقع، ويُقدَّم هذا البرنامج في جامعة ترومسو أيضا. كما تتيح الدار برامج ماجستير مهنية متقدمة في التخطيط الحضري وصون العمارة التراثية وتمنح د.ع.ت.أ درجات دكتوراه في الفلسفة فقط.

## التاريخ
أُسست د.ع.ت.أ مباشرة بعد الحرب العالمية الثانية، كـ "دار علوم معمارية للأزمات" فخُصصت لطلبة العمارة الذين حالت الحرب دون إتمامهم لدراستهم. قبل ذلك، كان الخيار الوحيد في النرويج لنيل شهادة في العمارة هو المعهد النرويجي للتقنية في مدينة تروندهايم (م.ن.ت.ت).

## المعاهد
- معهد الهندسة المعمارية
- معهد التصميم
- معهد الشكل والنظرية والتاريخ
- معهد التخطيط الحضري وهندسة تنسيق المواقع